# FK Náchod
El FK Náchod es un equipo de fútbol de la República Checa que juega en la Cuarta División de la República Checa, la cuarta categoría de fútbol en el país.

## Historia
Fue fundado en el año 1902 en la ciudad de Náchod con el nombre SK Náchod y han tenido varios nombres a lo largo de su historia, los cuales han sido:
- 1902-47 — SK Náchod
- 1947-48 — DSO Sokol Tepna Náchod - Plhov
- 1948-61 — DSO Sokol Rubena Náchod al fusionarse con el SK Kudrnáč Náchod
- 1961-63 — TJ Jiskra Náchod
- 1963-64 — TJ Jiskra Tepna Náchod
- 1964-74 — TJ Tepna Náchod
- 1974-94 — TJ Náchod
- 1994-2001 — SK SOMOS Náchod
- 2001-11 — FK Náchod - Deštné al fusionarse con el TJ Sokol Deštné v Orl. horách
- 2011-hoy — FK Náchod

Durante los años de Checoslovaquia el club militó en la Primera División de Checoslovaquia por 4 temporadas entre 1935 y 1939, en donde jugó 179 partidos, de los cuales ganó 64, empató 26 y perdió 69, anotó 367 goles y recibió 480; y hasta 1991 el club pasó entre la segunda y tercera categoría de Checoslovaquia y finalmente el club pasó inactivo por más de 10 años.
En 2003 el club regresa a la competición en la cuarta división, aunque han participado mayoritariamente en la tercera categoría desde entonces.

## Jugadores

### Jugadores destacados
| - Vladimír Bělík - Štefan Bíro - Václav Brabec-Baron - Karel Havlíček - Radovan Hromádko - Jindřich Jindra - Bohumil Joska - Rudolf Kos - Ing. Václav Kotal - Pavel Krmaš - Karel Kudrna | - František Kuchta - Vratislav Lokvenc - František Mareš - Václav Morávek - František Nejedlý - Oldřich Nývlt - Ferenc Szedlacsek - Ivo Ulich - Martin Vejprava - Jiří Vondráček - Vilém Zlatník |